# Кола (автодорога)
Р-21 «Ко́ла» (в 1982—2018 годах М-18) — автомобильная дорога общего пользования федерального значения Санкт-Петербург — Петрозаводск — Мурманск — Печенга — Борисоглебский (граница с Норвегией). Входит в европейский маршрут E 105 Киркенес — Ялта. Трасса «Кола» является основной транспортной артерией Мурманской области и Карелии, одной из важнейших дорог Ленинградской области. Самая северная федеральная дорога России.
Протяжённость основной линии автодороги около 1592 километров. Из них около 769 км по территории Карелии, около 557 км по территории Мурманской области и около 265 км по территории Ленинградской области. Помимо основного направления в состав автомобильной дороги Р-21 «Кола» входят подъезды к городам Лодейное Поле, Петрозаводску (9 км), Беломорску (36 км), Кеми (13 км), Мурманску и Североморску (33 км), к аэропортам Петрозаводск (5 км) и Мурманск (17 км), многосторонним автомобильным пунктам пропуска «Суоперя» (157 км) и «Лотта» (229 км).

## История

### Предыстория
Дороги на север в сторону Петрозаводска от Санкт-Петербурга, а впоследствии Ленинграда, долгое время являлись грунтовыми гужевыми или пешими почтовым трактами. Ключевыми из них на будущем мурманском направлении были Архангельский (с 1712 года) и Олонецкий почтовые тракты, который на начальном отрезке носил также название Шлиссельбургский. Тракт проходил по левому берегу Невы, соединяя практически все более менее крупные населённые пункты и обходя значительные препятствия. Именно он (до Волхова) являлся основной дорогой между двумя столицами до строительства в 1716 году прямой дороги. На правобережье Невы долгое время были только местные тупиковые дороги, которые лишь в годы блокады Ленинграда (1941—1944) временно были соединены с правобережьем Дорогой жизни. В начале второй половины XX века дороги уже становятся асфальтированными, повторяя при этом все повороты старинных трактов.
На Кольском севере с XVI века до Октябрьской революции движение от Кандалакши до Колы осуществлялось через Кольский тракт, который в летнее время являлся частично водным маршрутом по озеру Имандра. К середине 1950-х годов автомобильное сообщение с Мурманском южной части Мурманской области осуществлялось по сильно петляющим грунтовым и гравийным дорогам; автомобильного сообщения с Карельской АССР не было вовсе.

### Строительство
В 1958 году постановлениями ЦК КПСС и Совета Министров СССР было решено построить автомобильное шоссе, которое соединило бы города Ленинград, Петрозаводск и Мурманск. В тот же год приступили к проектным и изыскательским работам по трассе длиной в 1407 км. Проектировать дорогу Ленинград — Мурманск приступили проектный институт «Ленгипротранс» (под руководством П. Г. Сазонова) и киевский филиал «Союздорпроекта» (под руководством И. Н. Гукова). Трасса была классифицирована по интенсивности как дорога III технической категории. Ширина земляного полотна составила 12 метров, из них 7 метров проезжей части. В первую очередь строились совсем новые направления, по которым автомобильное движение отсутствовало.

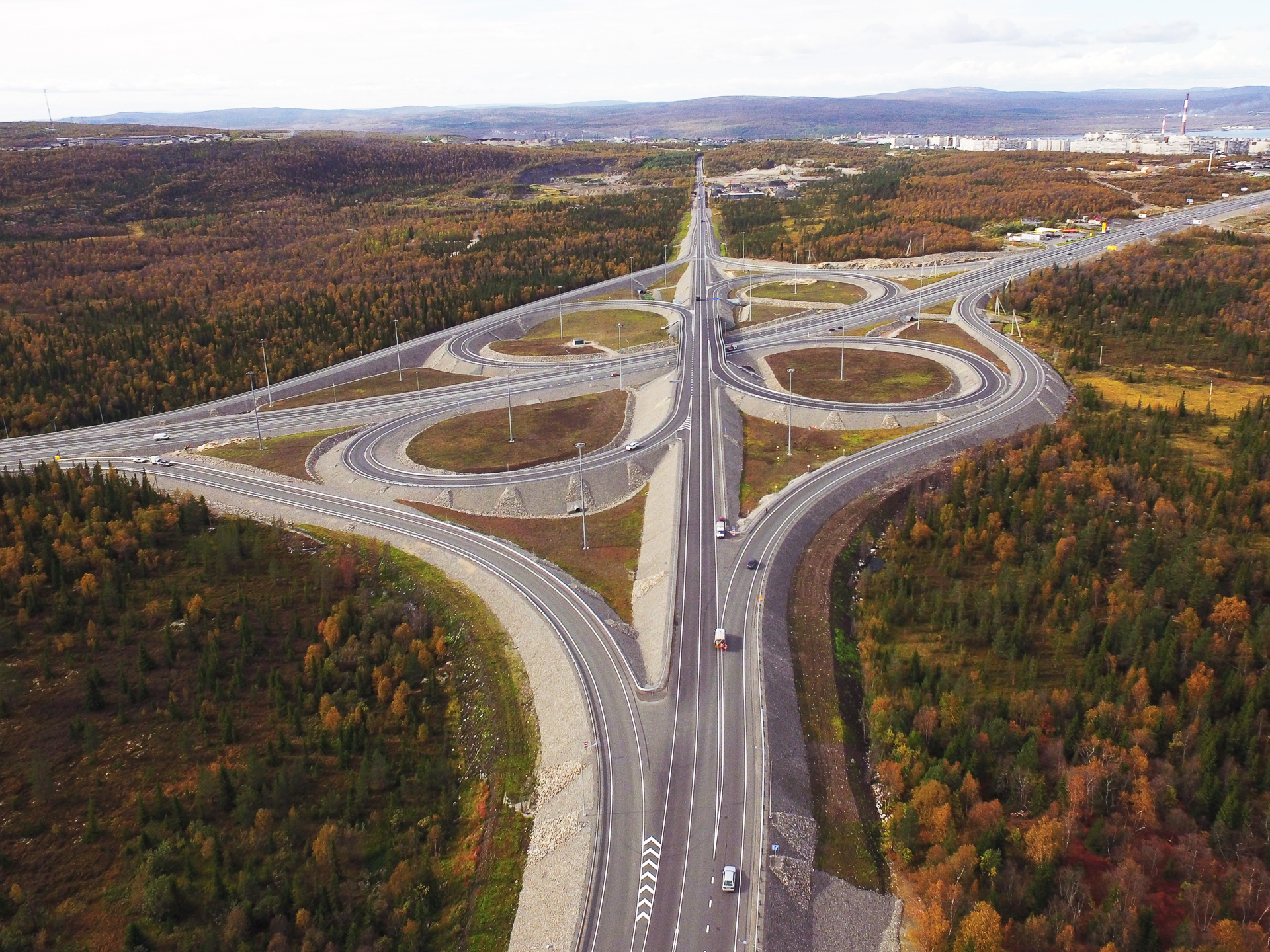
Серебрянская развязка вблизи Мурманска

В 1960 году начались изыскания на участке между реками Вите и Мончей около Мончегорска. Материалы на участок от Мончегорска до реки Чуны были выданы через 2 года, а ещё через год была выдана техдокументация на участок от Зашейка до Чуны. Дорожники к тому времени уже проложили первые 200 км пути от Ленинграда до города Вытегры в Вологодской области (направление бывшего Архангельского почтового тракта), которые на участке до Лодейного Поля вошли в новый маршрут.
Строили дорогу коллективы трестов Мурманского управления строительства № 12 (с 1962) и Северо-западного управления строительства Главдорстроя. В основном строительство трассы в Мурманской области осуществлялось по новому направлению, без использования имеющихся дорог.
Первый участок автодороги Ленинград — Мурманск на перегоне Мончегорск — Зашеек (85,3 км) был закончен в декабре 1965 года. Участок позволил добраться от Мурманска до Кандалакши на автомобиле. Строительство нового участка вели два строительных управления: СУ-859 с юга и СУ-857 с севера. Наиболее крупным инфраструктурным объектом участка стал мост на 1198 км через 400-метровый пролив Широкая Салма озера Имандра. В 1968 году был запущен участок в 38,5 км (1113—1151 км), в 1973 году — 10 км (1151—1161 км), в 1974 году — 17 км (1162—1179 км), в 1975 году — 10 км (1179—1189 км).
Затем переключились на строительство трассы на участке Мончегорск — Мурманск (изыскательские работы в 1967—1970 годах), строительство которого было завершено в 1976 году 14-ти километровым участком в районе Пушного (всего в 1976 году мурманские автодорожники продвинулись на заключительные 30 км).
Ленгипротранс утвердил проектные задания для участков Сегежа — Кемь (1963), Лоухи — Кандалакша (1964), Кемь — Лоухи (1966); изыскания и рабочие чертежи по этим участкам были сделаны в 1967—1970 годах. Строительство шоссе в Карелии началось в 1966 году.
Участок Лоухи — Кандалакша был сдан в 1970 году на один год раньше предусмотренного проектом срока, и включал в себя мостовой переход через губу Канду Белого моря (1968). В сентябре 1971 с вводом участка Чупа — Пояконда открыто автомобильное движение между Карелией и Мурманской областью. Участок Кемь — Лоухи пущен в строй в 1974. В 1980 году был построен участок Петрозаводск — Медвежьегорск (через Гирвас). В 1981 году построена первая очередь Ладожского моста, который стал единственным автомобильным мостом через Неву за пределами Ленинграда и окончательно связал правобережье с востоком Ленинградской области. К 1980-м прошла по кратчайшему расстоянию на начальном участке и трасса Мурманского шоссе, которая ранее шла по левому берегу Невы.
Трасса была полностью построена в 1984 году с открытием движения на последнем участке между Медвежьегорском и Сегежей (по другим данным Кочкомой).
М-18 на 1982 год также включала в себя подъезды к посёлку имени Морозова; городу Петрокрепость; станциям Жихарево, Паша, Оять-Волховстроевский и Заостровье; посёлкам Рабочеостровск и Зашеек; селу Алакуртти; городам Апатиты, Мурманск и Североморск. Позже практически все эти подъезды были исключены из общей протяжённости дороги.
В 1986 строительство дороги было полностью завершено[уточнить], при этом дорожная инфраструктура на трассе долгое время была слаборазвита, так на начало 1989 года от столицы Карелии до столицы Заполярья не было ни одной стоянки автомобилей и пункта для отдыха водителей.

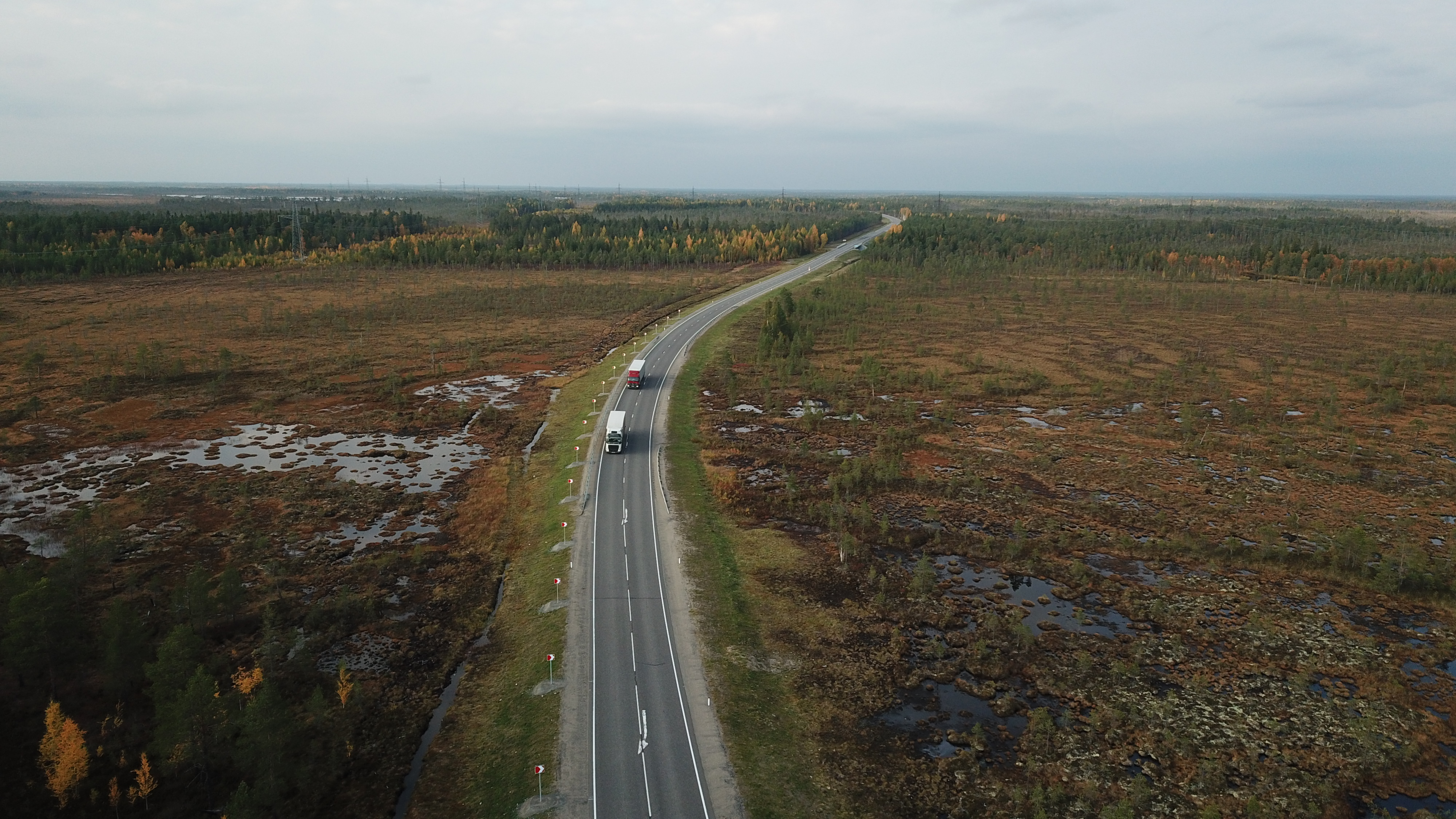
Трасса Кола в карельских болотах

Строительство северной части дороги велось в сложных условиях. Дорога проходит по тундре, таёжным лесам, непроходимым болотам, сопкам. Моренный грунт и множество валунов в нём не часто не позволяют применять рядовые средства механизации. Поэтому велика роль взрывных работ. Другой проблемой на пути строителей была суровая и длительная зима (до 8 месяцев в году) и резкие перепады температур. Это определило методику работ: нужно было максимально использовать летний период для устройства дорожного покрытия, а зимний период для создания большого задела по земляному полотну (по замерзшей болотистой местности можно использовать средства механизации). Земляные работы на некоторых участках работ были организованы в три смены.
При строительстве дороги было сделаны сотни выемок и полувыемок в скалах, сооружены многочисленные насыпи и дамбы, десятки мостов и водопропускных труб, были перемещены огромные объёмы грунта при пересечении болот (в частности в Кемском районе), образованы сотни карьеров песчано-гравийной смеси и щебня, взорваны миллионы тонн грунтов. Строительство дороги значительно изменило антропогенный ландшафт регионов и привело, в частности, к стремительному развитию правобережья Невы.

### Название

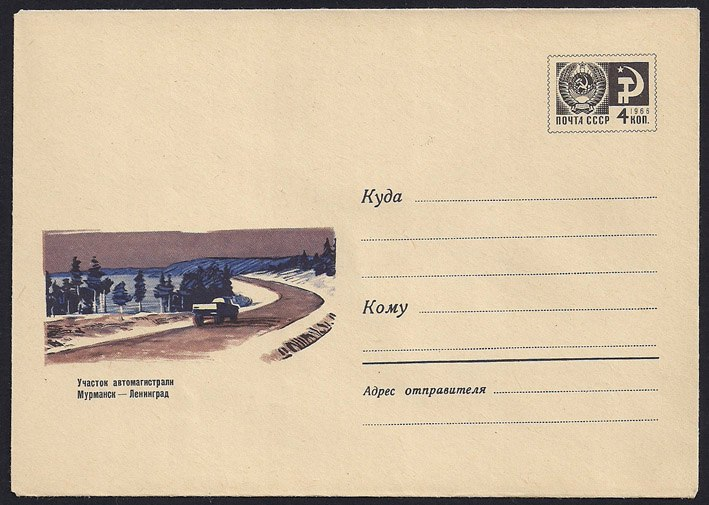
Художественный маркированный конверт 1965 года, посвящённый автодороге

22 декабря 1960 года, постановлением Совета министров СССР № 1303, магистральной автомобильной дороге общегосударственного значения Ленинград — Петрозаводск — Мурманск был присвоен маршрутный номер 22.
Постановлением Совета министров СССР № 800 от 27 августа 1982 года c 1 января 1983 года автодорога «Ленинград — Мурманск, через Лодейное Поле, Петрозаводск, Медвежьегорск», получила номер М-18, где литера М означала магистральная.
В 1991 году, постановлением Правительства РСФСР № 62 от 24 декабря, в дополнение к номеру М-18 дорога получила наименование «Кола» по одноимённой реке, и полное название «М-18 „Кола“ — от Санкт-Петербурга через Петрозаводск до Мурманска». До 1997 года трасса носила европейскую нумерацию E 95.
В 2003 году дорога удлинена до границы с Норвегией, полным названием стало «М-18 „Кола“ — от Санкт-Петербурга через Петрозаводск, Мурманск, Печенгу до границы с Норвегией (международный автомобильный пункт пропуска „Борисоглебск“)».
В 2010 году была принята новая классификация федеральных дорог: автодорога получила новый номер и полное название «Р-21 „Кола“ Санкт-Петербург — Петрозаводск — Мурманск — Печенга — граница с Королевством Норвегия» (при этом до 2018 года одновременно применялся прежний учётный номер М-18), где литера Р означает что дорога соединяет центры регионов России.
В Санкт-Петербурге и Ленинградской области дорога известна также под названием Мурманское шоссе («Мурманка»), а в Мурманской области под названием Ленинградское шоссе («Ленинградка»).

### Расширения
В 2003 году к основному направлению трассы были добавлены: дорога А138 Мурманск — Печенга (военно-автомобильная дорога на этом направлении была построена для обеспечения оборонявшихся войск 14-й армии в 1941-1942 годах; отстроена заново в 1960-х), участок дороги Р10 Лиинахамари — граница с Финляндией (в прошлом часть финской дороги на Ледовитый океан) и дорога Сальмиярви — международный пункт пропуска «Борисоглебск».
В 2004 году мурманская часть дороги была передана под управление Упрдор «Кола» в столице Карелии, управлением ленинградской и санкт-петербургской частями дороги занимается Севзапуправтодор. В тот же год была изменена километровая разметка участка от Мурманска до Норвегии.
В 2010-х в состав федеральной автодороги «Кола» переданы: подъезд к аэропорту «Мурманск» (с 1 января 2012), подъезды к городу Петрозаводску и к аэропорту «Петрозаводск» (с 1 января 2015). В 2020 году в «Колу» передан участок подъезда к Североморску до административной границы с ЗАТО и подъезды к городам Беломорск и Кемь. В 2021 году в состав «Колы» передан подъезд к МАПП «Суоперя», а в 2022 году передан подъезд к МАПП «Лотта» (дорога «Лотта»)

### Реконструкции

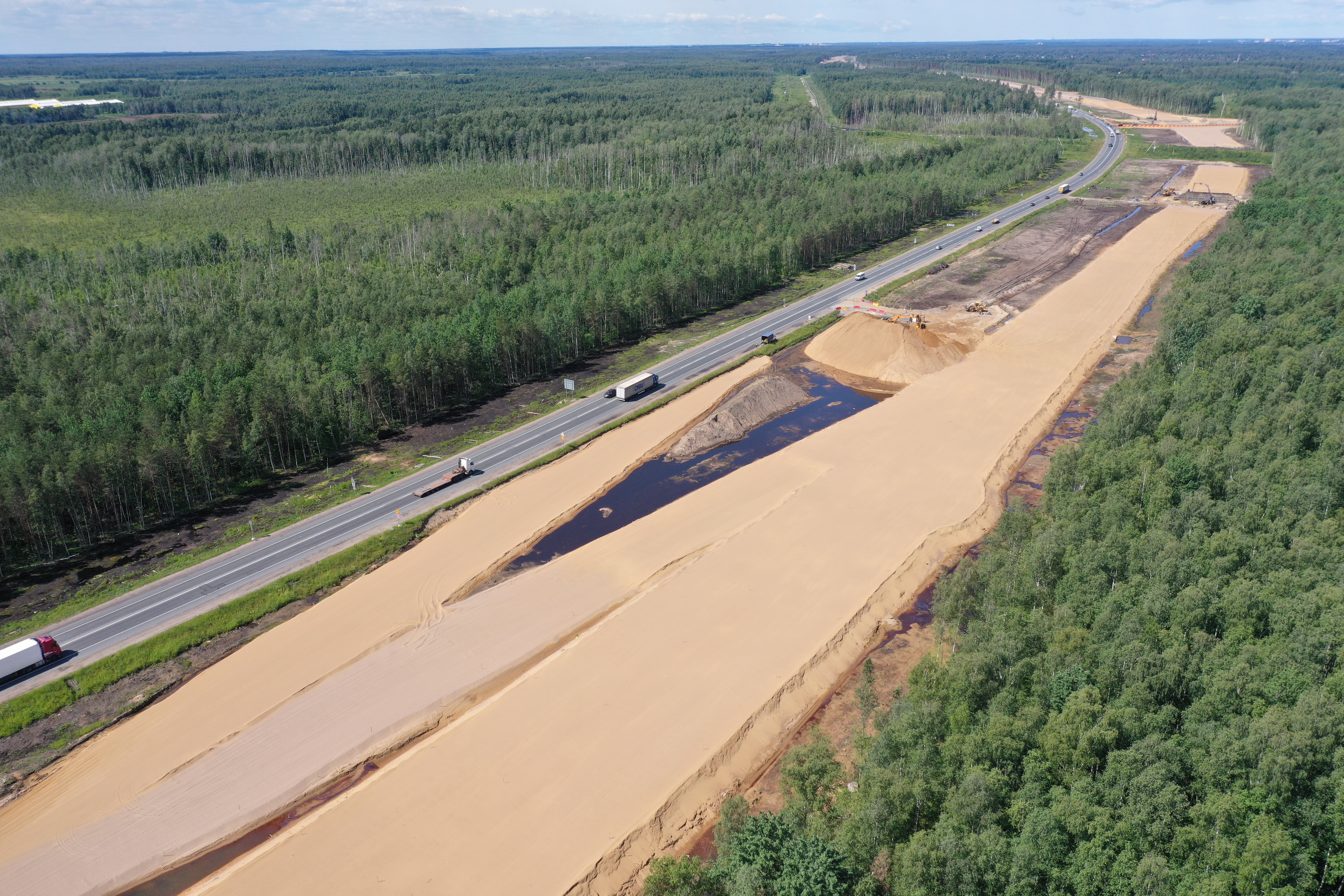
Работы на участке Колы между посёлками Синявино и Путилово

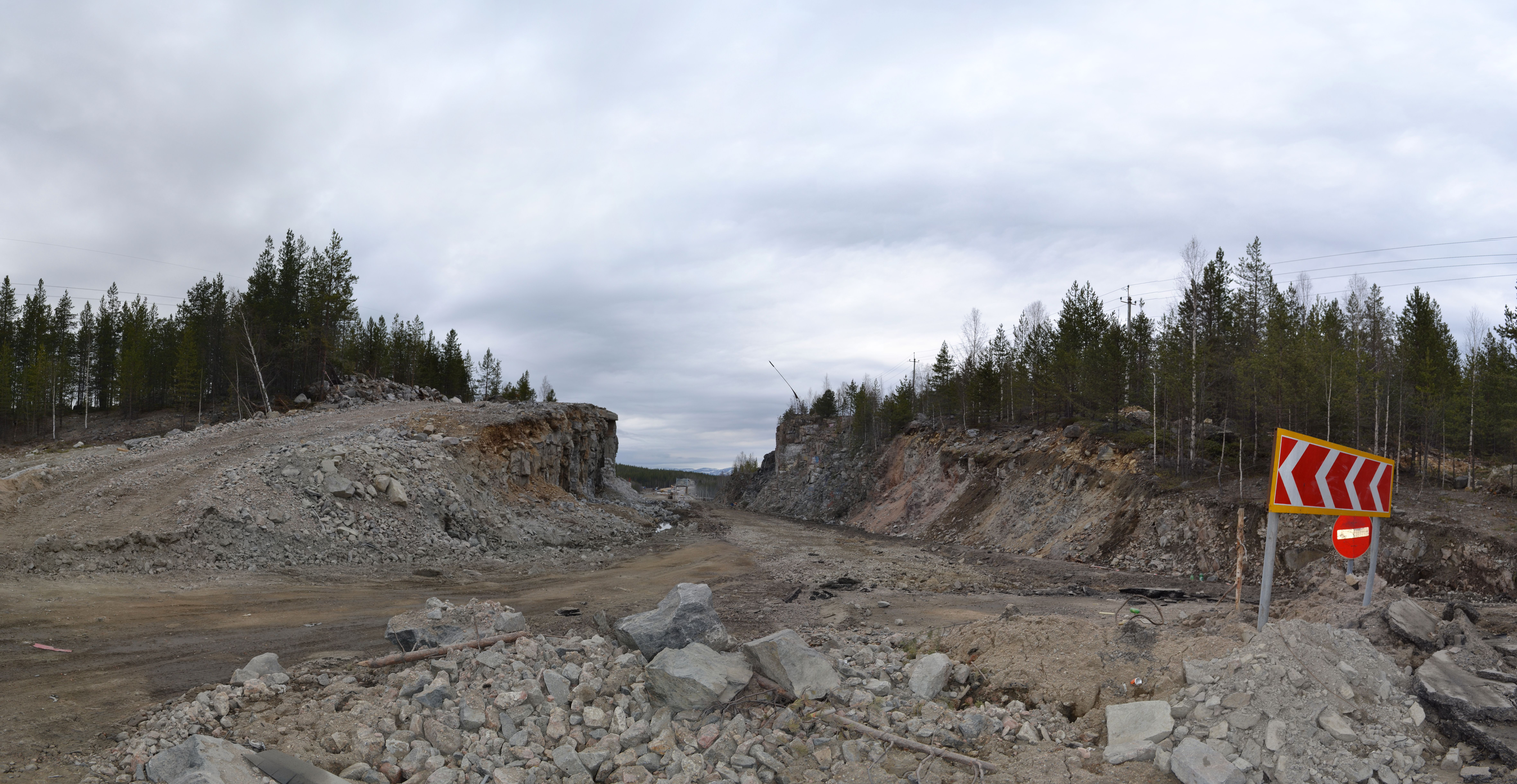
Расширение дороги около Широкой Салмы. 2012 год

Уже сразу после завершения строительства дороги в середине 1980-х годах на трассе в выходные отмечались пробки на выезде из Ленинграда, особенно в районе Синявина и Пупышева. В 1987 году были запланированы работы с 52 по 60 км по расширению полотна трассы до 9 метров, тогда же госавтоинспекцией предложено расширение до 3 полос минимум 100-километровой зоны дороги от северной столицы.
В 2000-х и 2010-х проведены крупные реконструкции дороги в Карелии и Ленинградской области. В частности были открыты обходы Лодейного Поля (2000), Олонца (2001), Святозера (2003), Вилги (2007), Шуи и станции Шуйской (2010), Матросов (2014).
К 2010 году проведена реконструкция участка Мурманск — граница с Норвегией длиной 240 км.
В 2014 году трасса вошла в 11 приоритетных направлений развития федеральных автомобильных дорог, определённых Росавтодором. Реконструированы мосты через пролив Широкую Салму, реку Ковду, губу Канду, канал Княжегубской ГЭС.
В июле 2013 — октябре 2016 года по Федеральной целевой программе «Развитие транспортной системы России (2010—2020 годы)» была проведена реконструкция подъезда к городу Мурманску (участок 0 — 14 км), являющаяся частью «Колы». Восточно-Объездная дорога стала первой трассой в Мурманской области технической категории IB. На всём протяжении дороги встречные потоки разделены барьерным ограждением для обеспечения безопасности движения. На участке построено 14 сооружений, среди которых несколько мостов и путепроводов, надземный пешеходный переход и специальные проезды для лыжников. На дороге построены три двухуровневые развязки.
2 июня 2015 года на 122 км автодороги был сдан в эксплуатацию новый мост через реку Волхов (левый, северный). Старый мост через Волхов постройки 1957 года был демонтирован, а на его опорах построен новый, сданный в эксплуатацию 26 октября 2018 года. По окончании реконструкции каждый из мостов обеспечивает движение в одном направлении, а на подходах к мосту на обоих берегах устроены транспортные развязки.
В 2016 году был ликвидирован опасный Г-образный поворот близ поселка Синявино в Кировском районе Ленинградской области. Он завершал четырёхполосный участок автодороги, а именно южную проезжую часть; она сливалась с северной проезжей частью посредством двух прямых углов, что приводило к ДТП.
На территории Мурманской области в 2017 году завершена реконструкция участка трассы между Мурманском и МАПП «Борисоглебск» с доведением параметров дороги до III технической категории. В рамках этих работ в частности была реконструирована дорога от Заполярного до Сальмиярви в объезд посёлка Никель; построена объездная дорога вокруг Печенги с новым мостом через одноимённую реку. В 2019—2021 был заменён мост через Тулому в городе Коле.

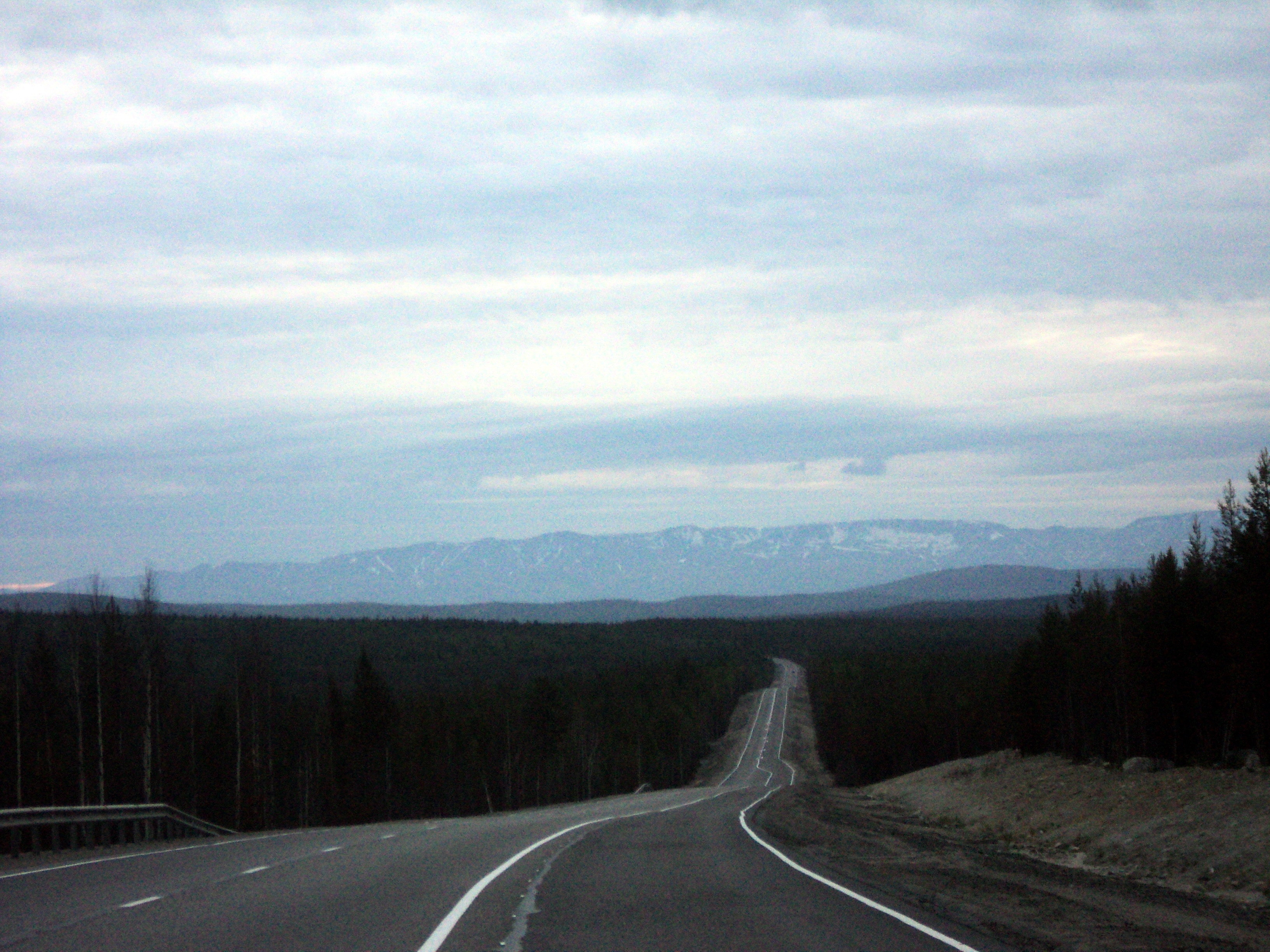
Автодорога Р-21 «Кола» в Мурманской области

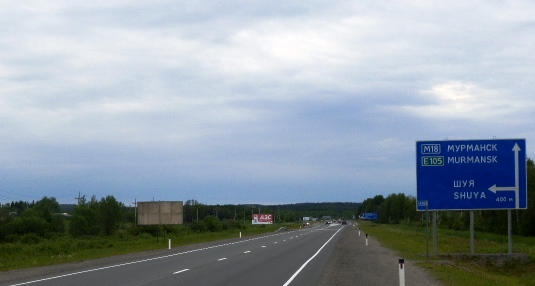
Автодорога Р-21 «Кола» в Карелии

В 2018—2021 годах был расширен с двух до четырёх полос участок в Кировском районе Ленинградской области, а именно от Синявина почти до поворота на Назию. Исключением стал примерно 700-метровый отрезок северо-западнее поселка Приладожского, где расширению мешают четыре магистральных газопровода; после их переустройства дорогу дорасширят. Завершение этих работ, по данным Росавтодора, изначально было запланировано на четвёртый квартал 2024 года, однако позже перенесено на второй квартал 2025 года.
На подъезде к Североморску с 14 по 19 км в 2023 году велась реконструкция дороги до 4 полос, участок сдан в ноябре 2023 На 19 км подъезда к Североморску строится двухуровневая транспортная развязка, её строительство планируется завершить в 2025 году.

### Перспективы
Дальнейшее расширение дороги в границах Ленинградской области по меньшей мере до 2028 года не планируется.
В 2022 году было запланировано к 2031 году построить и реконструировать 100 км трассы «Кола» от 381 до 481 км (от трассы «Скандинавия» до объезда Кондопоги включительно). На участке с 406 по 422 км (от объезда Матросов до объезда Петрозаводска) к началу 2022 года подготовлена проектная документация на строительство четырёхполосного участка в объезд Половины и Вилги. В 2022 году также планировалось завершить проектирование капитального ремонта двух участков с 436 по 461 км (Петрозаводск — Янишполе). Также до 2031 года до четырёхполосной дороги расширят участки с 381 по 406 км (от трассы «Скандинавия» до объезда Матросов включительно), с 422 по 436 км (объезд Петрозаводска) и с 461 по 481 км (Янишполе — объезд Кондопоги включительно).
Существует проект спрямления трассы (или создания её дублёра) на участке Лодейное Поле — Петрозаводск, поддерживаемый правительствами Карелии и Ленинградской области. С 2000 года обсуждается возможность постройки автодороги вдоль существующей железной дороги по направлению Лодейное Поле — Подпорожье — Токари — Пай — Петрозаводск. Такой путь сократит расстояние между конечными точками на 90-100 км. Наиболее сложным объектом новой дороги станет мост через Свирь в окрестностях Подпорожья, который уже построен (2023).
Планируется к передаче в федеральную собственность дороги регионального значения 47А-001 «Салла» (подъезд от Р21 к МАПП «Салла» через Алакуртти) и исключения из федеральной собственности подъездов к Лодейному Полю.

## Состояние

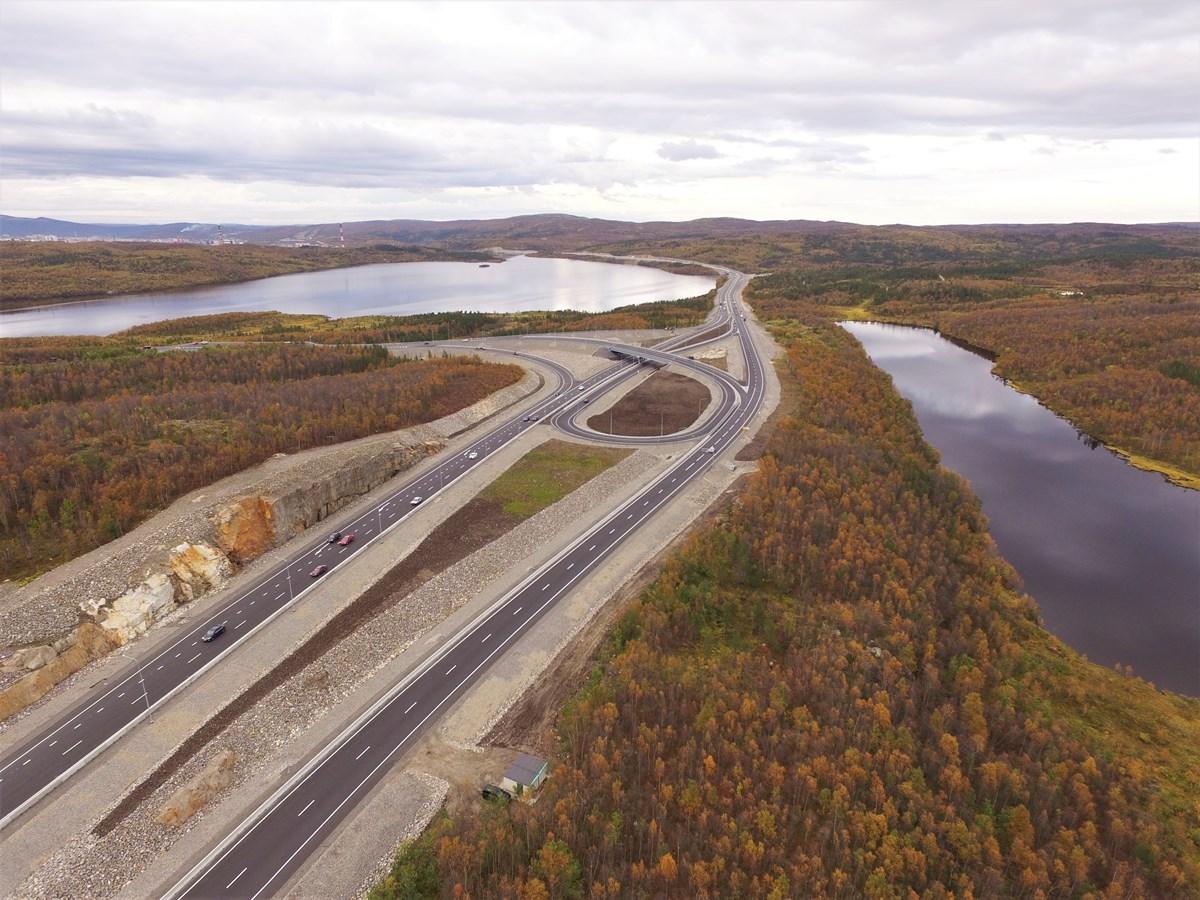
Автодорога Р-21 «Кола» в Мурманске

Дорога на всём протяжении имеет асфальтовое покрытие. На участке от начала трассы (12 км) до 73 км дорога имеет вид четырёхполосной с разделительной полосой (за исключением небольшого 500-метрового участка около Приладожского (58 км), который находится в стадии замороженного строительства из-за проходящих под ним газопроводов). От 73 км до конца дороги дорога имеет минимум две полосы. В частности небольшие четырёхполосные участки находятся у моста через Волхов (120—121 км) и у въезда в Мурманск (1379—1382 км). Подъезды к Петрозаводску и Мурманску, которые входят в состав автодороги, также являются четырёхполосными.
В 2015 году трасса заняла 24 место из 96 по безопасности среди федеральных дорог России На карельском и мурманском участках внедрены автоматизированные системы метеорологического контроля (более 40 автоматических дорожных метеостанций), видеоконтроля (более 60 постов), учёта интенсивности, скорости движения и состава транспортного потока. По исследованию 2019 года существующих отзывов в сети Интернет отзывы на дорогу преимущественно положительные
.

### Особенности содержания

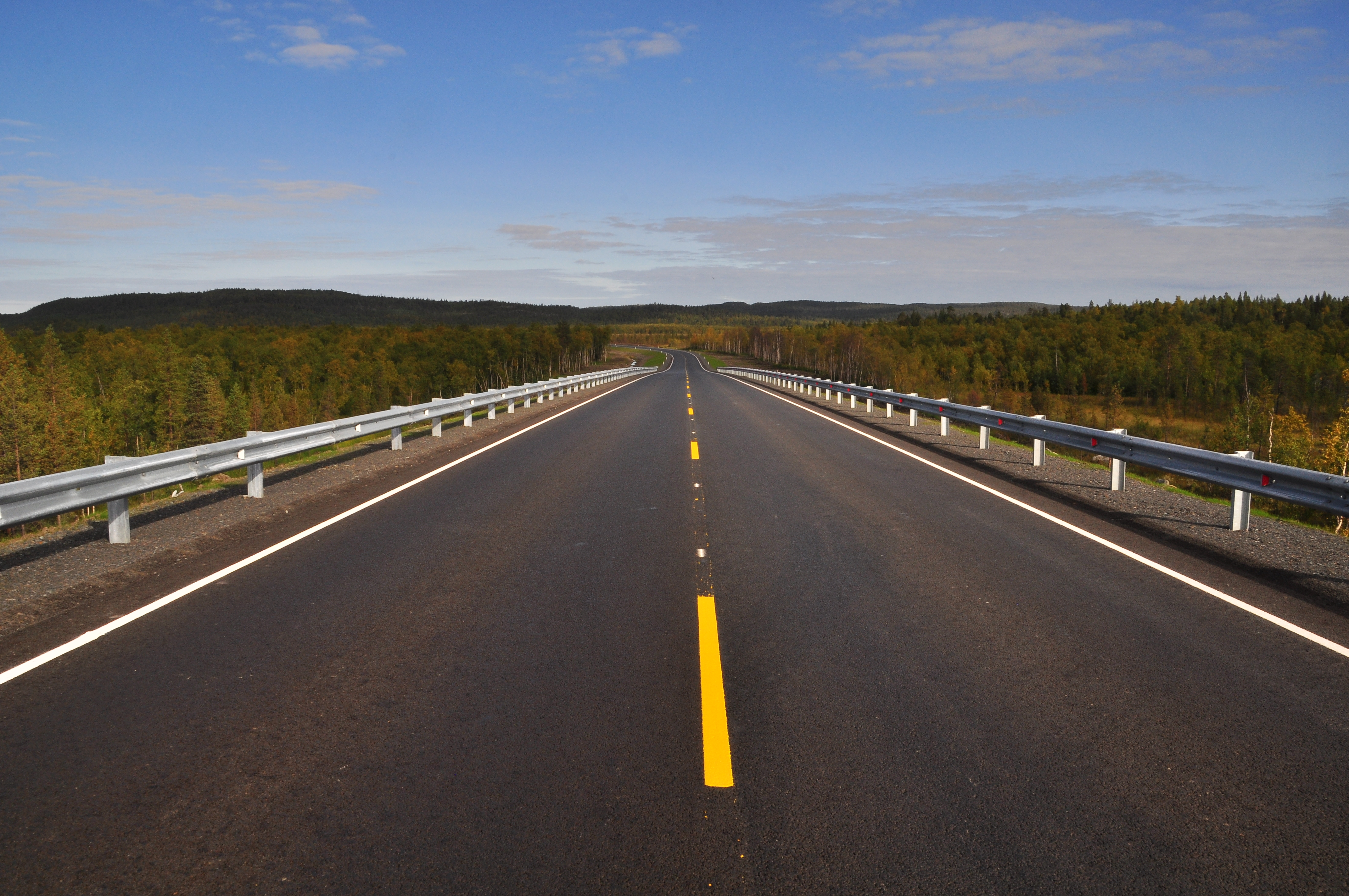
Жёлтая разделительная разметка на трассе

Северная часть автодороги зимой эксплуатируется под уплотненным снежным покровом («снежный накат»). Причиной этому является суровый климат Мурманской области, который отличается сильными морозами и снегопадами и частыми метелями; а так же то, что многие участки «Колы» в Заполярье имеют невысокую интенсивность движения.
Ещё до передачи дороги в управление ФКУ Упрдор «Кола», мурманские дорожники в зимнее время дорогу содержали под накатом. С 2006 года от наката отказались и перешли на федеральный стандарт (очистка снега и использование хлоридов). В связи с этим покрытие дороги начало быстро разрушаться.
Зимой 2013—2014 годов на участке с 1408 по 1592 км (практически от Мурманска до границы с Норвегией) был проведён эксперимент по содержанию дороги под уплотненным снежным покровом. Испытание прошло успешно, и уже следующей зимой «в накате» эксплуатировались участки с 1067 по 1151 км (Лоухский и Кандалакшский районы) и с 1460 по 1592 км (Кольский и Печенгский районы). Считается, что этот способ содержания трассы увеличивает срок службы дорожной одежды целиком, и дорожного покрытия в частности. Эта технология успешно применяется в странах Северной Европы.
Зимой 2017 года проводился эксперимент введения жёлтой осевой горизонтальной дорожной разметки на участке от 1460 км до границы с Норвегией, так как жёлтый цвет лучше белого виден на фоне снега.

## Маршрут
| Расст. (прибл.) |  | Сервис | Название                                                                  | Другие трассы                                               |
| --------------- |  | ------ | ------------------------------------------------------------------------- | ----------------------------------------------------------- |
| 0               |  |        | САНКТ-ПЕТЕРБУРГ                                                           | E 18 E 20 E 95 E 105 AH8 М10 М11 Р23 А118 А121 А180 А181    |
| 13              |  |        | КУДРОВО                                                                   |                                                             |
| 13              |  |        | «РОССИЯ» М10 «СОРТАВАЛА» А121                                             | А118                                                        |
| 21              |  |        | РАЗМЕТЕЛЕВО                                                               |                                                             |
| 22              |  |        | пос. им. СВЕРДЛОВА 12 ВСЕВОЛОЖСК 15                                       | 41К-078                                                     |
| 36              |  |        | пос. им. МОРОЗОВА 9                                                       | А181                                                        |
| 39              |  |        | р. НЕВА                                                                   |                                                             |
| 40              |  |        | КИРОВСК 1.5 ШЛИССЕЛЬБУРГ 3                                                | А120                                                        |
| 44              |  |        | СИНЯВИНО                                                                  |                                                             |
| 46              |  |        | птицефабрика «СЕВЕРНАЯ» САДОВОДСТВА                                       | 41К-125                                                     |
| 66              |  |        | ПУТИЛОВО 2 НИЖНЯЯ ШАЛЬДИХА 3                                              | 41К-127                                                     |
| 83              |  |        | ДУСЬЕВО                                                                   |                                                             |
| 84              |  |        | СУХОЕ 11 ШУМ 8                                                            | 41К-122                                                     |
| 107             |  |        | КИСЕЛЬНЯ ЧЕРНОУШЕВО 11                                                    | 41К-055                                                     |
| 109             |  |        | ВОЛХОВ 12 КИРИШИ 64                                                       | 41К-055                                                     |
| 120             |  |        | ЮШКОВО НОВАЯ ЛАДОГА 2,8 СТАРАЯ ЛАДОГА 7,7 ВОЛХОВ 17 КИРИШИ 80             | 41К-939 41А-006                                             |
| 121             |  |        | р. ВОЛХОВ ТИХВИН 91 ЧЕРЕПОВЕЦ 416 ВОЛОГДА 523                             | А114                                                        |
| 133             |  |        | СЯСЬСТРОЙ р. СЯСЬ                                                         |                                                             |
| 155             |  |        | ПОТАНИНО р. ВОРОНЕЖКА                                                     |                                                             |
| 174             |  |        | ПАША р. ПАША                                                              |                                                             |
| 183             |  |        | ДОМОЖИРОВО р. ОЯТЬ                                                        | 41К-133                                                     |
| 212             |  |        | ЛОДЕЙНОЕ ПОЛЕ 12                                                          | Р21 Подъезд к Лодейному Полю                                |
| 227             |  |        | ТИХВИН 156                                                                | 41А-009                                                     |
| 233             |  |        | ПОДПОРОЖЬЕ 36 ВЫТЕГРА 181                                                 | А215                                                        |
| 234             |  |        | ЛОДЕЙНОЕ ПОЛЕ                                                             | Р21 Подъезд к Лодейному Полю                                |
| 235             |  |        | р. СВИРЬ                                                                  |                                                             |
| 254             |  |        | ИНЕМА 0,2                                                                 |                                                             |
| 270             |  |        | ОЛОНЕЦ 14 СОРТАВАЛА 198                                                   | 86К-8                                                       |
| 283             |  |        | ОЛОНЕЦ 9 СОРТАВАЛА 206                                                    | 86К-187                                                     |
| 313             |  |        | ТОРОСОЗЕРО                                                                |                                                             |
| 366             |  |        | СВЯТОЗЕРО 1                                                               |                                                             |
| 383             |  |        | ПРЯЖА СОРТАВАЛА 208                                                       | А121 «Сортавала»                                            |
| 398             |  |        | МАТРОСЫ 2                                                                 | 86К-376                                                     |
| 410             |  |        | ПОЛОВИНА                                                                  |                                                             |
| 419             |  |        | ВИЛГА                                                                     |                                                             |
| 420             |  |        | НОВАЯ ВИЛГА 1 ПЕТРОЗАВОДСК 14                                             | 86К-215                                                     |
| 431             |  |        | ПЕТРОЗАВОДСК 14                                                           | Р21 Подъезд к Петрозаводску                                 |
| 432             |  |        | СУОЯРВИ 123 АЭРОПОРТ ПЕТРОЗАВОДСК (БЕСОВЕЦ) 5                             | Р21 Подъезд к аэропорту «Петрозаводск»                      |
| 434             |  |        | МЕЛИОРАТИВНЫЙ 1                                                           | 86К-233                                                     |
| 435             |  |        | ШУЯ 1 ПЕТРОЗАВОДСК 7                                                      | 86К-372 86К-228                                             |
| 436             |  |        | ШУЯ р. ШУЯ                                                                |                                                             |
| 438             |  |        | ШУЯ 0.2 ВЕРХОВЬЕ 3                                                        | 86К-214                                                     |
| 443             |  |        | ШУЙСКАЯ ЧУПА 3 КОСАЛМА 12 КОНЧЕЗЕРО 26 ГИРВАС 71                          | 86К-18                                                      |
| 444             |  |        | СТАНЦИЯ ШУЙСКАЯ 0.4                                                       |                                                             |
| 463             |  |        | ЯНИШПОЛЕ р. СУНА                                                          |                                                             |
| 473             |  |        | КОНДОПОГА 2                                                               |                                                             |
| 479             |  |        | КОНДОПОГА 3 БЕРЁЗОВКА 0.6 КОНЧЕЗЕРО 18                                    | 86К-66                                                      |
| 492             |  |        | КИВАЧ 5                                                                   | 86К-71                                                      |
| 493             |  |        | СОПОХА                                                                    |                                                             |
| 513             |  |        | УССУНА 2                                                                  | 86К-84                                                      |
| 515             |  |        | ГИРВАС 7                                                                  | 86К-18                                                      |
| 635             |  |        | МЕДВЕЖЬЕГОРСК 3                                                           | А119 86К-14                                                 |
| 721             |  |        | р. СЕГЕЖА                                                                 |                                                             |
| 730             |  |        | СЕГЕЖА 10                                                                 | 86К-311 86К-314                                             |
| 753             |  |        | КОЧКОМА 9 ТИКША 85 ЛЕДМОЗЕРО 108 МУЕЗЕРСКИЙ 149 РЕБОЛЫ 193 КОСТОМУКША 190 | А137 86К-387                                                |
| 796             |  |        | ПУШНОЙ                                                                    |                                                             |
| 800             |  |        | БЕЛОМОРСК 36                                                              | Р21 Подъезд к Беломорску                                    |
| 854             |  |        | р. КЕМЬ                                                                   |                                                             |
| 854             |  |        | КЕМЬ 20                                                                   | Р21 Подъезд к Кеми                                          |
| 863             |  |        | КАЛЕВАЛА 154                                                              | 86К-3                                                       |
| 903             |  |        | р. ЛЕТНЯЯ                                                                 |                                                             |
| 1009            |  |        | ЛОУХИ 3 ПЯОЗЕРСКИЙ 101                                                    | 86К-389 Р21 Подъезд к МАПП «Суоперя»                        |
| 1021            |  |        | р. КЕРЕТЬ                                                                 |                                                             |
| 1060            |  |        | ТЭДИНО 1,5                                                                | 86К-132                                                     |
| 1078            |  |        | р. КОВДА                                                                  |                                                             |
| 1107            |  |        | КНЯЖАЯ ГУБА ЗЕЛЕНОБОРСКИЙ 1 кан. КНЯЖЕГУБСКОЙ ГЭС                         |                                                             |
| 1139            |  |        | губа КАНДА                                                                |                                                             |
| 1144            |  |        | АЛАКУРТТИ 98                                                              | 47А-001 «Салла» (на Финляндию)                              |
| 1151            |  |        | КАНДАЛАКША 3                                                              |                                                             |
| 1155            |  |        | КАНДАЛАКША 3                                                              | 47К-007                                                     |
| 1182            |  |        | ПОЛЯРНЫЕ ЗОРИ 3                                                           | 47К-019                                                     |
| 1198            |  |        | прол. ШИРОКАЯ САЛМА                                                       |                                                             |
| 1202            |  |        | КОВДОР 97                                                                 | 47К-021                                                     |
| 1235            |  |        | АПАТИТЫ 28 КИРОВСК 74                                                     | 47К-033                                                     |
| 1263            |  |        | МОНЧЕГОРСК                                                                | 47К-038                                                     |
| 1291            |  |        | ОЛЕНЕГОРСК 3                                                              | 47К-041                                                     |
| 1379            |  |        | МУРМАШИ 15 АЭРОПОРТ МУРМАНСК 18                                           | Р21 Подъезд к аэропорту «Мурманск»                          |
| 1382            |  |        | МУРМАНСК 2 СЕВЕРОМОРСК 33 СЕРЕБРЯНСКАЯ ГЭС 134                            | Р21 Подъезд к Мурманску и Североморску 47К-041 «Серебрянка» |
| 1385            |  |        | МУРМАНСК 1                                                                | 47К-062                                                     |
| 1385            |  |        | р. Кола КОЛАр. Тулома                                                     |                                                             |
| 1389            |  |        | ВЕРХНЕТУЛОМСКИЙ 65                                                        | Р21 Подъезд к МАПП «Лотта» (на Финляндию)                   |
| 1391            |  |        | МУРМАНСК 0.4                                                              | 47К-072                                                     |
| 1393            |  |        | ДРОВЯНОЕ                                                                  |                                                             |
| 1408            |  |        | ПОЛЯРНЫЙ 34 СНЕЖНОГОРСК 40 ГАДЖИЕВО 46                                    | 47К-075                                                     |
| 1429            |  |        | ВИДЯЕВО 27                                                                | 47К-067                                                     |
| 1471            |  |        | ЗАОЗЁРСК 17                                                               | 47К-080                                                     |
| 1511            |  |        | СПУТНИК                                                                   |                                                             |
| 1517            |  |        | ПЕЧЕНГА 2 ЛИИНАХАМАРИ 14                                                  | 47К-081                                                     |
| 1520            |  |        | СТ.ПЕЧЕНГА 2.3                                                            |                                                             |
| 1531            |  |        | ЛУОСТАРИ 4                                                                |                                                             |
| 1538            |  |        | ЗАПОЛЯРНЫЙ 1                                                              |                                                             |
| 1547            |  |        | НИКЕЛЬ 21 РАЯКОСКИ 107                                                    | 47К-086                                                     |
| 1574            |  |        | РАЯКОСКИ 87                                                               | 47К-086                                                     |
| 1590            |  |        | БОРИСОГЛЕБСКИЙ 3                                                          | 47К-088                                                     |
| 1592            |  |        | МАПП «БОРИСОГЛЕБСК»                                                       | E 105                                                       |

## Достопримечательности

Памятник Неизвестному шофёру на Дороге жизни в Дусьево

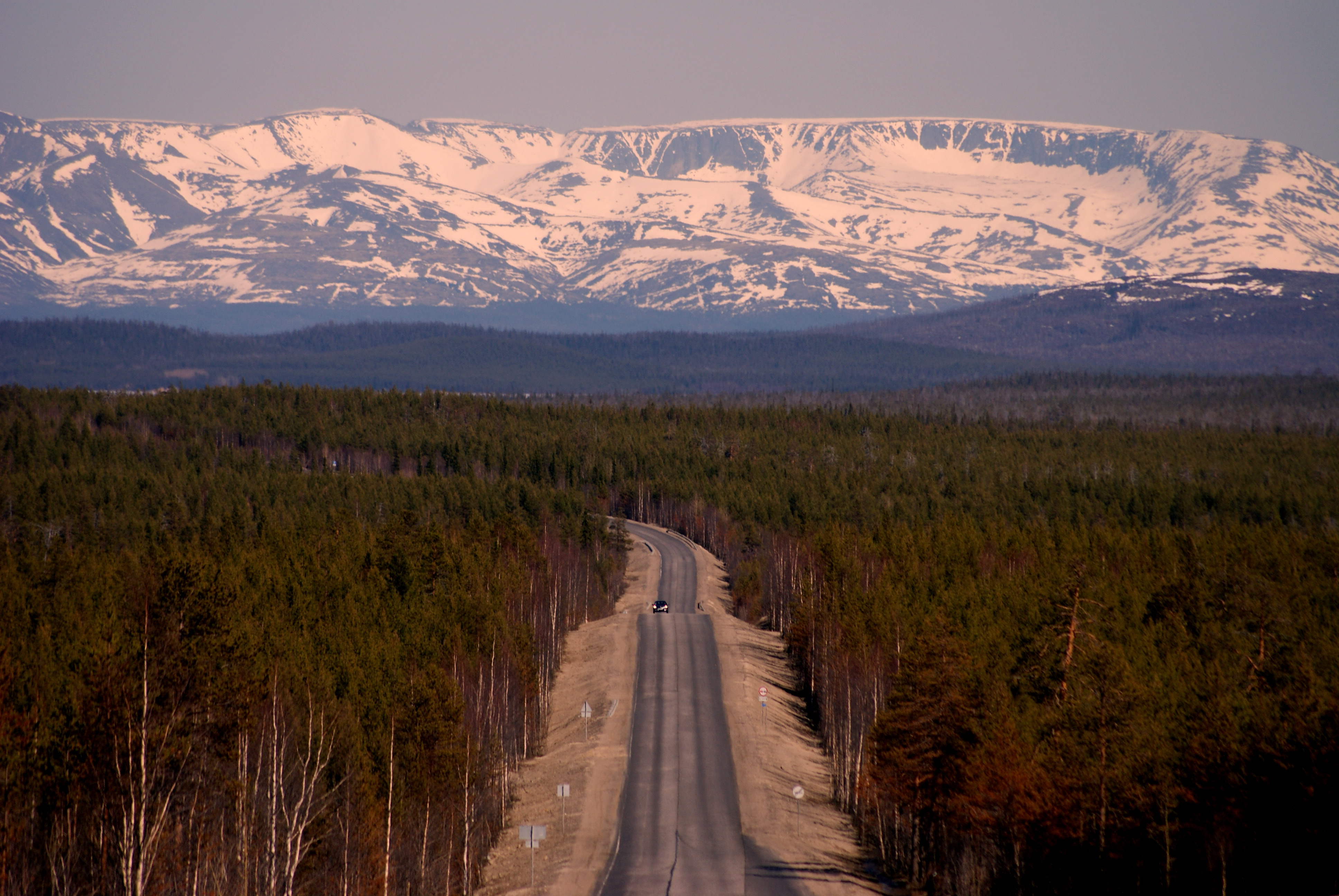
Вид с трассы на Хибины

- Ладожский мост через Неву (1981/1983). На его месте в 1943 году была ледово-танковая переправа, сыгравшая большую роль в прорыве Блокады Ленинграда. В насыпи Ладожского моста и около неё находится мемориал «Прорыв», включающий диораму «Прорыв Блокады Ленинграда», панораму «Прорыв» и танковый музей «Прорыв» (из танков, найденных на дне Невы).
- Памятник неизвестному шофёру на 84 км автодороги[100].
- Стела «Полярный круг», расположенная на пересечении автодороги с Полярным кругом[101].
- Благовещенская церковь в Коле на проспекте Защитников Заполярья, по которому отсчитывается километраж трассы[102]. В церкви находится путный крест XVII века.
- Мемориал Долина Славы расположенный на правом берегу реки Западная Лица. На участке трассы от Мурманска до Долины Славы находится 11 памятников истории Великой Отечественной войны[103].

Дорогу относят к одним из самых интересных и красивых автомаршрутов по России. «Кола» проходит по таёжной и лесотундровой местности вдоль множества озёр, в том числе таких крупных как Ладожское, Онежское и Имандра; с магистрали открывается вид на близлежащие горы Хибины и заливы Белого и Баренцева морей. Трасса является одним из основных автомобильных путей подъезда (с последующей пересадкой на водный транспорт) к таким объектам всемирного наследия ЮНЕСКО, как Кижи, Онежские и Беломорские петроглифы, Соловецкие острова. Также в 7 км от автодороги находится водопад Кивач с одноимённым заповедником, который в 2023 году стал третьим по посещаемости в стране.

### Комментарии
1. ↑  Длина основного направления без подъездных дорог.
2. ↑  Широко известная песня рок-группы «Алиса» «Трасса Е-95» с альбома «Дурень», посвящённая европейскому маршруту, к участку Санкт-Петербург — Мурманск отношения не имеет и написана про участок Санкт-Петербург — Москва, то есть трассу М10. Обозначение E 95, вскоре после выхода альбома было присвоено дороге, проходящей через Санкт-Петербург в сторону Пскова (и далее на Витебск — Гомель — Киев — Одессу — Самсун).
3. ↑  Две ветки Северо-Европейского газопровода и две ветки газопровода Грязовец — Ленинград.
4. ↑  Начинается дорога на окончании Народной улицы Санкт-Петербурга, километраж при этом ведётся от «Нулевой версты» в здании Главпочтамта.
5. ↑  Километраж дороги продолжается по проспекту Защитников Заполярья, при этом сам проспект в состав дороги не входит.
6. ↑  Мост через Кольский залив в состав автодороги «Кола» не входит.
7. ↑  Часть Мурманска (бывшее село) на западном берегу Кольского залива.
8. ↑  За российско-норвежской границей продолжается европейским маршрутом E 105, который через 10 км от неё, около Киркенеса, стыкуется с E 06 — ключевым автомобильным маршрутом Норвегии.

### Газетные статьи о строительстве автодороги Ленинград — Мурманск
- Газетная информация о строительстве автодороги Ленинград — Мурманск // История Карелии в документах и материалах. Советский период / Сост. Л. И. Драздович и др. — 3-е изд., перераб.. — Петрозаводск: Карелия, 1992. — 427 с.
- Ананьев Г. Там, где начинается асфальт // Комсомолец. — 1966. — 12 ноября.
- Кутепкин В. Асфальтовый меридиан // Ленинская правда. — 1967. — 26 марта.
- Кутепкин В. Перед нами расступаются болота // Комсомолец. — 1967. — 19 августа.
- Кутепкин В. Огни Заполярья // Ленинская правда. — 1967. — 23 ноября.
- Кутепкин В. На трассе Кемь — Лоухи // Ленинская правда. — 1968. — 1 февраля.
- Томмола В. И люди позавидуют им // Комсомолец. — 1968. — 4 апреля.
- Горбачёв В. Трасса мужества // Ленинская правда. — 1968. — 25 апреля.
- Кутепкин В. Трасса мужества // Ленинская правда. — 1968. — 1 декабря.
- Зорин В. Всё правильно! // Комсомолец. — 1968. — 10 декабря.
- Кутепкин В. А я еду за туманом… // Комсомолец. — 1969. — 22 февраля.
- Колосов А. Каждый день вперед // Ленинская правда. — 1969. — 22 мая.
- Горбачёв В. Километры мужества // Ленинская правда. — 1969. — 8 ноября.
- Смирнов В. Асфальт в тайге // Ленинская правда. — 1971. — 16 февраля.
- Тарануха Ф. На трассе // Ленинская правда. — 1971. — 16 июня.
- Елуфимов В. Дорога в тайге // Комсомолец. — 1971. — 17 августа.
- Кутепкин В. Асфальтовая нить // Ленинская правда. — 1971. — 1 октября.
- Родионов Ю. Трасса уходит в даль // Комсомолец. — 1971. — 7 августа.
- Коровин С. Ещё три километра // Ленинская правда. — 1972. — 17 февраля.
- Верхоглядов В. Трасса мужества // Комсомолец. — 1973. — 5 апреля.
- Тарануха Ф. Сквозь леса, через болота // Ленинская правда. — 1973. — 26 мая.
- Громова Т. Трудные километры // Ленинская правда. — 1974. — 9 июня.
- Тимофеев В. Последний километр // Ленинская правда. — 1976. — 18 апреля.
- Тарануха Ф. Через леса, болота, скалы // Ленинская правда. — 1978. — 23 мая.

### Путеводители
- Коваленко Л. Федеральная автодорога «Кола» М18: путеводитель в пределах Мурманской области // журнал Автомобильные дороги (№ 1). — М.: Транспорт, 1997. — С. 39—43.
- Гуменик М. М18 «Кола» // Вольная энциклопедия. — 2002.